# Gouvernement de l'Australie
Le gouvernement de l'Australie (en anglais : Government of Australia, officiellement l'Australian Government, aussi connu sous le nom de Commonwealth Government, « gouvernement du Commonwealth »), est l'organe exécutif fédéral du Commonwealth d'Australie, monarchie constitutionnelle et démocratie parlementaire d'Océanie.
Il est dirigé par le Premier ministre d'Australie (Prime Minister), qui choisit les autres membres du gouvernement. Le Premier ministre et les ministres les plus importants siègent au Cabinet.
À l'origine, l'Australie devait réunir la colonie de Nouvelle-Zélande et former ainsi l'Australasie. Sa fondation résulte d'un accord entre celles qui n'étaient alors que six colonies britanniques autonomes. Les détails de cet accord forment l'ossature de la Constitution australienne, qui est rédigée lors de la Convention constitutionnelle et ratifiée par référendum par les habitants des colonies.
En termes de fédéralisme, il en résulte une très grande interdépendance entre pouvoir central et pouvoir local en Australie, dans le domaine des États fédérés par exemple, comme la santé : à charge des États fédérés de maintenir les établissements de santé ; en revanche, à charge de l'État central tout ce qui est l'accès aux soins par mesure d'équité.
La structure du système de gouvernement australien doit être examinée en tenant compte de deux concepts distincts : le fédéralisme et la séparation des pouvoirs législatifs, exécutifs et judiciaires. La séparation des pouvoirs est suggérée par la rédaction de la Constitution qui sépare ces trois pouvoirs dans trois chapitres différents.

## Fédéralisme

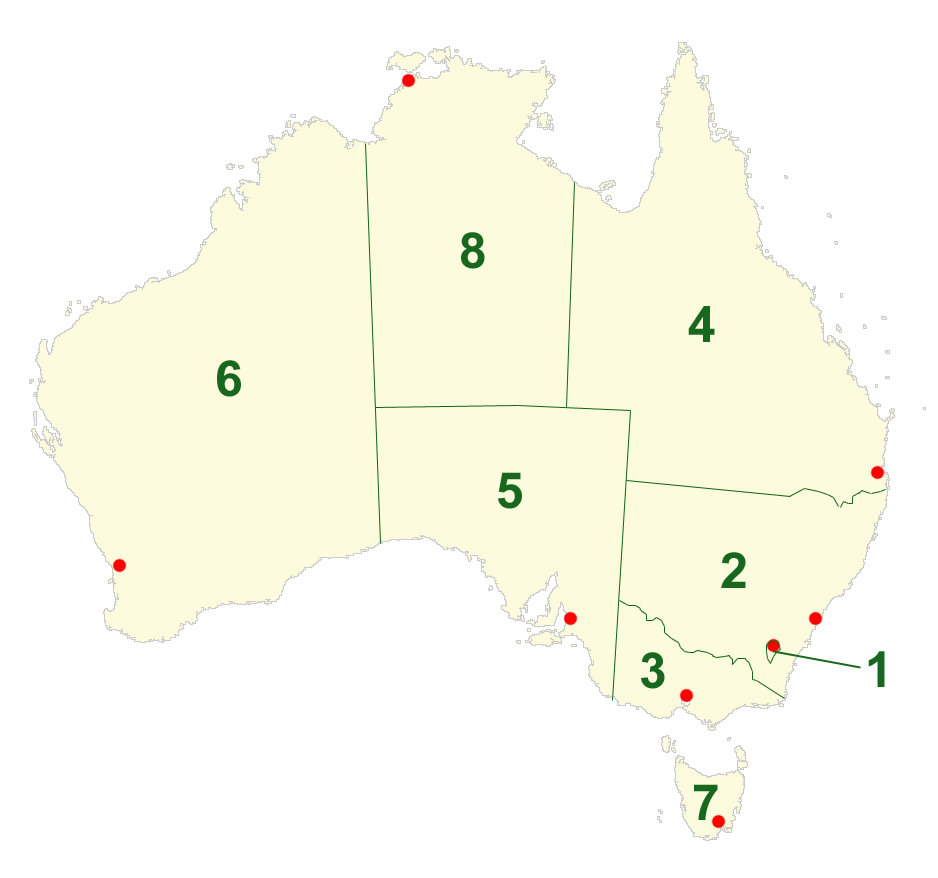
États et principaux territoires continentaux australiens : 1. ACT ; 2. NSW ; 3. Victoria ; 4. Queensland ; 5. SA ; 6. WA ; 7. Tasmanie ; 8. NT.

La Constitution australienne crée une législature fédérale, le Parlement du Commonwealth (section 1). Le parlement bicaméral comprend le monarque et deux chambres, le Sénat et la Chambre des représentants (section 1). La section 51 de la constitution accorde des pouvoirs législatifs au Parlement australien. Les pouvoirs législatifs sont limités à ce qui est accordé par la constitution tandis que les domaines non inclus dans la section 51 sont considérés comme « résiduels » et sont du seul ressort des États fédérés. De plus, chaque État a sa propre constitution de sorte que l'Australie a sept Parlements souverains, dont aucun ne peut empiéter sur les fonctions des autres. La Haute Cour d’Australie est l’arbitre des différends qui surgissent entre le Commonwealth et les États, ou parmi les États, au sujet de leurs fonctions respectives.
Le Parlement du Commonwealth peut proposer des modifications à la constitution. Pour devenir effectives, ces propositions doivent être soumises à référendum, et doivent recevoir une « double majorité » :
- une majorité de toutes les voix, et
- une majorité de voix dans une majorité d'États.

La constitution du Commonwealth prévoit également que les États peuvent accepter de se séparer d’un quelconque de leurs pouvoirs au profit du Parlement fédéral, s'ils le choisissent. Ceci peut être réalisé par un amendement à la constitution par l'intermédiaire d’un référendum (un vote sur le transfert proposé de pouvoirs des États au Parlement fédéral ou inversement, devrait être organisé). Plus généralement, des pouvoirs peuvent être transférés simplement en votant des lois qui autorisent le transfert ; de telles lois exigent l'accord législatif de tous les États concernés. Cette législation de transfert peut contenir une disposition législative qui annule le transfert de pouvoirs après une période prédéfinie, et au-delà de laquelle la division originale des pouvoirs est restaurée.
En plus des États, l'Australie a plusieurs territoires, dont trois sont autonomes : le Territoire de la capitale australienne, le Territoire du Nord et l’île de Norfolk. Les législatures de ces territoires exercent les pouvoirs délégués à elles par le Parlement fédéral, et le dit Parlement conserve la possibilité d’annuler la législation territoriale et celui de transférer des pouvoirs depuis ou vers les territoires. Tandis que les citoyens australiens vivant dans le Territoire de la capitale australienne et le Territoire du Nord sont représentés au Parlement du Commonwealth, les habitants de l’île Norfolk n’y sont pas représentés.
Les autres territoires de l'Australie qui sont régulièrement habités (Territoire de la baie de Jervis, île Christmas et les îles Cocos) ne sont pas autonomes. Ces territoires sont essentiellement régis par la législation fédérale, bien que l’île Christmas et les îles Cocos aient également des gouvernements locaux. Au niveau fédéral, les citoyens australiens vivant sur l’ile Christmas et les îles Cocos sont représentés à la chambre des représentants par l’élu du Territoire du Nord pour la division de Lingiari et au sénat par les sénateurs du Territoire du Nord. Les habitants du Territoire de la baie de Jervis sont représentés par l’élu de la circonscription de Fraser à la chambre des représentants et par les sénateurs du Territoire de la capitale australienne.
La nature fédérale du Commonwealth et la structure du Parlement furent le sujet des longues négociations entre les colonies pendant la rédaction de la constitution. Les deux assemblées sont élues au suffrage universel, cependant la chambre des représentants est élue sur une base qui reflète les différences de peuplement entre les États. Ainsi la Nouvelle-Galles-du-Sud dispose de 50 élus à la Chambre des représentants tandis que la Tasmanie en a cinq. Le sénat australien est quant à lui élu sur une base d'égalité entre les États : chaque État élit 12 sénateurs, indépendamment de sa population. Ceci était destiné à prévenir la domination du Parlement par les deux États les plus peuplés, la Nouvelle-Galles-du-Sud et le Victoria, dans la mesure où les sénateurs des États les plus petits pourrait former une majorité et amender ou même rejeter les textes de lois venant de la chambre des représentants. La Chambre est issue d'un vote majoritaire préférentiel, c'est-à-dire que l'électeur doit « classer » littéralement « tous » les candidats de sa circonscription selon ses préférences de 1 à autant de candidats se présentant au siège de la circonscription, celui qui emporte la majorité des 1re préférences siège. Au Sénat par contre c'est un système proportionnel qui permet en plus d'une équité entre les États, de permettre aux « petits » partis de siéger et d'imposer leurs idées via des coalitions, alors qu'à la Chambre, le système favorise les « gros » partis. Pour les deux assemblées, le vote est obligatoire (à moins de vouloir payer une amende de 20AU$ soit environ 10 €) et ont lieu le même jour.
Le troisième niveau de gouvernement après le l'État fédéral et les États fédérés est le gouvernement local, sous forme de conseils de comté ou de ville. Ces organismes administrent la fourniture de services dans des domaines tels que les routes locales, l’hygiène, les bibliothèques, etc. Ces conseils sont composés de représentants élus, qui, la plupart du temps, exercent leurs fonctions à temps partiel.

## Séparation des pouvoirs
Le gouvernement s’exerce au travers de trois branches interconnectées entre elles :
- Législative – Le Parlement fédéral et le souverain représenté par le gouverneur général
- Exécutive – Le souverain, dont le pouvoir exécutif est exercé par le gouverneur général, le Premier ministre, le Cabinet et les ministres et leurs départements, le tout réunie en Conseil exécutif.
- Judiciaire – La Haute Cour d’Australie, la Cour fédérale ainsi que l'ensemble des Tribunaux

La séparation des pouvoirs est le principe selon lequel les trois branches de gouvernement entreprennent leurs activités séparément les unes des autres :
- La législature propose et vote des lois et procure un cadre législatif aux opérations des deux autres branches.
- L’exécutif promulgue les lois par Sanction royale et les applique, et remplit les tâches qui lui sont assignées par la législation.
- Le « judiciaire » juge les différents issus de l’application des lois, en utilisant à la fois la « common law » et les textes légaux écrits.
- Les autres branches ne peuvent pas influencer la branche judiciaire.

Jusqu'au vote de « l’Australia Act 1986 » et de la législation associée par les parlements du Royaume-Uni et d’Australie, quelques points de droit australiens pouvaient être entendus en appel en dernier ressort par le Comité juridique du conseil privé. Grâce à cette loi, la législation australienne est devenue souveraine, et la Haute Cour d'Australie a été confirmée comme étant la cour d'appel la plus élevée. La possibilité théorique qu’avait le Parlement britannique de voter des lois passant outre à la constitution australienne a également été supprimée.

### Pouvoir législatif
La législature fait les lois et supervise les activités des deux autres branches lorsqu’un changement de la loi est envisagé. Le Parlement australien est bicaméral et se compose du roi, d’un sénat de 76 membres et d’une chambre des représentants de 150 membres.
Douze sénateurs de chaque État sont élus pour des mandats de six ans, en utilisant la représentation proportionnelle et le vote préférentiel, et la moitié sont renouvelés tous les trois ans. (Voir : Système électoral australien).
Outre les sénateurs élus par les États fédérés, deux sénateurs sont élus par les habitants du Territoire du Nord et des Territoires de l’océan Indien (île Christmas et îles Cocos), ainsi que deux autres par le Territoire de la capitale australienne et le Territoire de la baie de Jervis. Les sénateurs des territoires sont également élus en utilisant un système de vote préférentiel, toutefois leur mandat n’est que de trois ans.
Les membres de la chambre des représentants dont chacun représente une circonscription électorale, sont élus par vote préférentiel. Les circonscriptions sont découpées parmi les États et territoires en fonction du peuplement de la zone. En matière de législation ordinaire, les deux chambres ont des pouvoirs similaires, mais toutes les propositions de lois qui concernent l’imposition ou les revenus doivent impérativement être introduites par la chambre des représentants. Dans le cadre du Système de Westminster, le dirigeant du parti politique ou de la coalition majoritaire à la chambre des représentants est nommé Premier ministre.
Le Premier ministre et le cabinet sont responsables devant le Parlement, dont ils doivent être des membres élus. Les élections générales se tiennent au moins une fois tous les trois ans ; à ce jour peu de législatures ont tenu ce mandat jusqu'à son terme. Le Premier ministre dispose du droit discrétionnaire de demander au gouverneur général d’appeler à une nouvelle élection de la chambre des représentants à tout moment, tandis que les élections au Sénat ne peuvent se tenir que dans des délais précis, définis par la constitution. Cependant, face au fait que les deux chambres peuvent « indéfiniment » se renvoyer un texte amendé, le gouverneur général peut déroger à l'accord du Premier ministre et procéder à une "double Dissolution". De facto ce pouvoir n'est que peu utilisé, car, depuis 1975 et l'utilisation unique dans l'histoire politique australienne de cette prérogative, la population australienne avait accusé le gouverneur général d'abus de pouvoir et de « censure » émanent d'une autorité « étrangère » (la reine d'Australie, qui est également reine du Royaume-Uni).
Le parlement fédéral et les législatures des États et territoires opèrent dans le cadre des conventions du système de Westminster, avec notamment la reconnaissance d’un leader de l’opposition (habituellement, il est le dirigeant du plus grand parti non présent au gouvernement) et d’un « Cabinet fantôme » dont les membres, qui répliquent chaque ministre en poste, posent des questions relevant du domaine de compétences dudit ministre. Bien que le gouvernement, du simple fait qu’il contrôle une majorité de sièges à la chambre des représentants, puisse faire voter ses lois et contrôler les travaux de la chambre, l’opposition se voit reconnaître certains droits, et peut considérablement ralentir le vote d’une loi et gêner les affaires gouvernementales. Le travail quotidien de la chambre est habituellement négocié entre un ministre désigné à cet effet et qui porte le titre de Leader de la chambre (Leader of the House), et un membre de l’opposition connu sous le nom de « Manager of opposition business »

### Pouvoir exécutif

#### Le chef de l’État
Le terme « chef d’État » n'apparaît pas dans la constitution australienne, cette expression n’étant pas utilisée pour les monarques au moment de sa rédaction, en 1901. L’Australie, comme les autres dominions, devint indépendante en pratique du Royaume-Uni à la suite du vote du statut de Westminster, en 1931 (même si le statut ne fut pas ratifié en Australie avant 1942). L’effet du Statut fut de couper tous les liens législatifs entre le Royaume-Uni et l’Australie, ne laissant que la Couronne comme dernière connexion, mais imposant la nomination d'un Australien de naissance à tout poste de gouverneur d'États ou gouverneur général, et formalisant ainsi l’indépendance de l’Australie. En 1953, à l’accession au trône d’Élisabeth II (1926–2022), le parlement australien vota le « Royal Style and Titles Act » qui donna à la reine le titre de « reine d’Australie ». Pour la première fois, le titre officiel australien de la reine mentionnait l’Australie séparément du Royaume-Uni et de ses autres royaumes, mettant en valeur le rôle de la monarque en tant que reine d’Australie, ainsi que l’aspect « partagé » de la couronne : Élisabeth II, par la Grâce de Dieu, reine du Royaume-Uni, d’Australie et de ses autres Royaumes et Territoires, chef du Commonwealth, défenseur de la Foi. En 1973, le titre fut à nouveau clarifié pour en retirer les références au Royaume-Uni et au statut de la reine comme défenseur de la foi.
La section 2 de la constitution australienne prévoit qu’un gouverneur général doit représenter le roi (actuellement Charles III) en Australie et que le gouverneur général remplit pratiquement toutes les fonctions d’un chef d’État, sans faire référence au roi. Le gouverneur général est nommé par le roi, conformément à l’avis du Premier ministre australien. L’ancien gouverneur général, le Major-général Michael Jeffery, disait en 2004 : « Sa Majesté est le chef de l’État australien, mais je suis son représentant et, en tout état de cause, je remplis cette fonction totalement. » Toutefois, le gouverneur général ne représente pas l’Australie à l’étranger. Lorsqu’il voyage, il le fait comme représentant du roi d’Australie, et c’est à celui-ci, et non lui, par exemple, qu’on porte un toast lors de dîners officiels.
La section 61 de la constitution prévoit que le pouvoir exécutif du Commonwealth d’Australie est investi dans le roi et qu’il est exercé par le gouverneur général en tant que représentant du roi et qu’il s’étend à l’exécution et la conservation de la constitution et des lois du Commonwealth
Tant le gouvernement australien que la majorité des experts constitutionnels affirment que le roi  d’Australie, Charles III, est le chef de l’État australien. D’autres Australiens affirment quant à eux que, puisque le Gouverneur général est détenteur de pratiquement la totalité des pouvoirs d’un chef d’État, il doit être considéré comme le chef de l’État australien.
Selon les conventions du système de Westminster, les pouvoirs du gouverneur général sont presque toujours exercés selon l’avis du Premier ministre ou d’autres membres du Cabinet. Le gouverneur général conserve des pouvoirs réservés similaires à ceux du roi au Royaume-Uni. Ils sont rarement utilisés, mais durant la crise constitutionnelle australienne de 1975, le gouverneur général John Kerr démontra la volonté de les utiliser indépendamment de la reine.
L'Australie a périodiquement connu des mouvements visant à en finir avec la monarchie. Lors d’un référendum en 1999, les Australiens étaient appelés à se prononcer sur la transformation du pays en république. Le gouverneur général aurait alors été remplacé par un président, élu à la majorité des deux tiers par le Parlement après accord préalable entre le Premier ministre et le chef de l'Opposition, et toute référence au monarque aurait disparu. Cette proposition a cependant été rejetée.

#### Le conseil exécutif
Le Conseil exécutif fédéral est composé du Gouverneur-général, du Premier ministre et des ministres. Il s’agit d’une institution formelle qui existe pour donner forme légale aux décisions prises par le Cabinet, et pour remplir diverses autres fonctions. Les membres du Conseil exécutif sont autorisés à être nommés « L’Honorable », titre qu’ils conservent à vie. Le gouverneur général préside habituellement aux sessions du conseil, mais un ministre titré « Vice-président du Conseil exécutif » sert de lien entre le gouvernement et le conseil.

#### Le cabinet
La constitution australienne ne reconnaît pas le Cabinet comme une entité légale, et ces décisions n’ont pas force de loi. Tous les ministres sont membres du conseil exécutif, une institution présidée par le gouverneur-général et qui se réunit uniquement pour approuver et donner un caractère légal aux décisions déjà prises par le Cabinet. C’est pourquoi il y a toujours un ministre titré « Vice-président du Conseil exécutif ».

### Pouvoir judiciaire
Le système judiciaire australien est hiérarchisé entre un système dit fédéral et les systèmes judiciaires propres à chaque État, comme aux États-Unis, les deux systèmes se partagent les compétences selon que ces dernières sont du ressort du Commonwealth d'Australie ou d'un des Commonwealth le composant.
Trois Hautes institutions judiciaires : la Haute Cour d'Australie, la Cour fédérale et la Cour des Affaires familiales d'Australie.
La Haute Cour d'Australie exerce pour le compte du Commonwealth d'Australie, les mêmes fonctions que la Cour Suprême des États-Unis, à savoir, des recours d'inconstitutionnalité, des crimes et délits militaires, des conflits d'arbitrage entre un ou plusieurs Commonwealth entre eux ou avec un citoyen d'un autre Commonwealth.
La Cour fédérale d'Australie quant à elle exerce uniquement les fonctions d'appel ultime sur les jugements rendus par des tribunaux fédéraux inférieurs, seuls de rares cas sont possibles d'être pourvus en appel près de la Haute Cour d'Australie et depuis 1995, il n'est plus possible de pourvoir en appel les jugements rendus en Australie devant le Conseil Privé de sa Majesté.
Les compétences judiciaires sont très difficiles à répartir, en effet le Commonwealth d'Australie étant postérieur à l'existence des Commonwealth eux-mêmes, les compétences dans des domaines se chevauchent parfois avec des limites très floues.